# HMS Sultan (1775)
HMS Sultan (1775) — 74-пушечный линейный корабль 3 ранга Королевского флота, второй корабль Его величества, названный Sultan (султан).
Заказан 14 января 1771 года. Спущен на воду 23 декабря 1775 года на частной верфи Barnard в Харвиче.
Участвовал в Американской революционной войне.
1779 — капитан Алан Гарднер (англ. Alan Gardner), был при Гренаде.
1782−1783 — участвовал в ост-индской кампании. Был во всех основных сражениях (Садрас, Провидиен, Негапатам, Тринкомали, Куддалор).
1784 — капитан Томас Трубридж; вернулся из Ост-Индии с эскадрой вице-адмирала Хьюза.
1797 — превращен в плавучую тюрьму. Переименован в HMS Suffolk в 1805 году.
Отправлен на слом и разобран в 1816 году.